# Leandro Chaparro
Leandro Chaparro (La Tablada, 7 gennaio 1991) è un ex calciatore argentino, di ruolo centrocampista.

## Carriera

### Club
Ha giocato nella massima serie dei campionati argentino, brasiliano e portoghese.